# 27e Screen Actors Guild Awards
De 27e Screen Actors Guild Awards, waarbij prijzen werden uitgereikt voor uitstekende acteerprestaties in film en televisie voor het jaar 2020, gekozen door de leden van SAG-AFTRA, vonden plaats op 4 april 2021 in het Shrine Auditorium in Los Angeles. De nominaties werden bekendgemaakt op 4 februari door Lily Collins en Daveed Diggs.

## Film
De winnaars staan bovenaan in vet lettertype.

#### Cast in een film
Outstanding Performance by a Cast in a Motion Picture
- The Trial of the Chicago 7
  - Da 5 Bloods
  - Ma Rainey's Black Bottom
  - Minari
  - One Night in Miami

#### Mannelijke acteur in een hoofdrol
Outstanding Performance by a Male Actor in a Leading Role
- Chadwick Boseman - Ma Rainey's Black Bottom
  - Riz Ahmed - Sound of Metal
  - Anthony Hopkins - The Father
  - Gary Oldman - Mank
  - Steven Yeun - Minari

#### Vrouwelijke acteur in een hoofdrol
Outstanding Performance by a Female Actor in a Leading Role
- Viola Davis - Ma Rainey's Black Bottom
  - Amy Adams - Hillbilly Elegy
  - Vanessa Kirby - Pieces of a Woman
  - Frances McDormand - Nomadland
  - Carey Mulligan - Promising Young Woman

#### Mannelijke acteur in een bijrol
Outstanding Performance by a Male Actor in a Supporting Role
- Daniel Kaluuya - Judas and the Black Messiah
  - Sacha Baron Cohen - The Trial of the Chicago 7
  - Chadwick Boseman - Da 5 Bloods
  - Jared Leto - The Little Things
  - Leslie Odom jr. - One Night in Miami

#### Vrouwelijke acteur in een bijrol
Outstanding Performance by a Female Actor in a Supporting Role
- Yu-jung Youn - Minari
  - Maria Bakalova - Borat Subsequent Moviefilm
  - Glenn Close - Hillbilly Elegy
  - Olivia Colman - The Father
  - Helena Zengel - News of the World

#### Stuntteam in een film
Outstanding Performance by a Stunt Ensemble in a Motion Picture
- Wonder Woman 1984
  - Da 5 Bloods
  - Mulan
  - News of the World
  - The Trial of the Chicago 7

## Televisie
De winnaars staan bovenaan in vet lettertype.

#### Ensemble in een dramaserie
Outstanding Performance by an Ensemble in a Drama Series
- The Crown
  - Better Call Saul
  - Bridgerton
  - Lovecraft Country
  - Ozark

#### Mannelijke acteur in een dramaserie
Outstanding Performance by a Male Actor in a Drama Series
- Jason Bateman - Ozark
  - Sterling K. Brown - This Is Us
  - Josh O'Connor - The Crown
  - Bob Odenkirk - Better Call Saul
  - Regé-Jean Page - Bridgerton

#### Vrouwelijke acteur in een dramaserie
Outstanding Performance by a Female Actor in a Drama Series
- Gillian Anderson - The Crown
  - Olivia Colman - The Crown
  - Emma Corrin - The Crown
  - Julia Garner - Ozark
  - Laura Linney - Ozark

#### Ensemble in een komedieserie
Outstanding Performance by an Ensemble in a Comedy Series
- Schitt's Creek
  - Dead to Me
  - The Flight Attendant
  - The Great
  - Ted Lasso

#### Mannelijke acteur in een komedieserie
Outstanding Performance by a Male Actor in a Comedy Series
- Jason Sudeikis - Ted Lasso
  - Nicholas Hoult - The Great
  - Daniel Levy - Schitt's Creek
  - Eugene Levy - Schitt's Creek
  - Ramy Youssef - Ramy

#### Vrouwelijke acteur in een komedieserie
Outstanding Performance by a Female Actor in a Comedy Series
- Catherine O'Hara - Schitt's Creek
  - Christina Applegate - Dead to Me
  - Linda Cardellini - Dead to Me
  - Kaley Cuoco - The Flight Attendant
  - Annie Murphy - Schitt's Creek

#### Mannelijke acteur in een miniserie of televisiefilm
Outstanding Performance by a Male Actor in a Television Movie or Limited Series
- Mark Ruffalo - I Know This Much Is True
  - Bill Camp - The Queen's Gambit
  - Daveed Diggs - Hamilton
  - Hugh Grant - The Undoing
  - Ethan Hawke - The Good Lord Bird

#### Vrouwelijke acteur in een miniserie of televisiefilm
Outstanding Performance by a Female Actor in a Television Movie or Limited Series
- Anya Taylor-Joy - The Queen's Gambit
  - Cate Blanchett - Mrs. America
  - Michaela Coel - I May Destroy You
  - Nicole Kidman - The Undoing
  - Kerry Washington - Little Fires Everywhere

#### Stuntteam in een televisieserie
Outstanding Performance by a Stunt Ensemble in a Comedy or Drama Series
- The Mandalorian
  - The Boys
  - Cobra Kai
  - Lovecraft Country
  - Westworld